# Tycho Brahe
 Tycho Brahe  (1546 -1601) là nhà thiên văn học, nhà chiêm tinh học Đan Mạch, được coi là người sáng lập môn thiên văn quan sát trước khi có kính viễn vọng.

## Cuộc đời
Tycho Brahe, tên thật là Tyge Ottensen Brahe, sinh ngày 14 tháng 12 năm 1546 tại lâu đài Knudstrup (Knutstorp) vùng Scania (tiếng Đan Mạch là Skåne, thời đó thuộc lãnh thổ Đan Mạch, nay là vùng Nam Thụy Điển). Tên họ Tycho là tên Latin hóa khi Tyge Brahe lên 15 tuổi.
Là con trai trưởng của nhà quý tộc Otte Brahe và bà Beate Bille, Tycho Brahe có một em trai song sinh (chết non), một chị gái, Kirstine Brahe, và một em gái, Sophie Brahe. Chính cô em gái Sophie sau này đã trở thành người phụ tá đắc lực cho Tycho Brahe trong các việc quan sát thiên văn.

### Việc học
Thời trẻ, Tycho Brahe nhắm theo ngành khoa học tại Đại học Rostock, nhưng cha lại muốn chàng phải học ngành luật học và ngoại giao. Vì vậy, năm 1559 chàng phải bắt đầu học luật tại Đại học Copenhagen, rồi Đại học Leipzig (năm 1560), nhằm tạo một kiến thức căn bản đầy đủ cho một nhà quý tộc trẻ để nắm giữ một chức vụ trong triều đình thời đó. Tuy nhiên, chàng đã lén học toán học, thiên văn học, thuật luyện giả kim và chiêm tinh học. Sau đó Tycho Brahe sang học tại Đại học Wittenberg vào các năm 1565-66, rồi Đại học Rostock (Đức) và cuối cùng là Đại học Bâle (Thụy Sĩ).

### Giai thoại về chỏm mũi
Một giai thoại kể rằng, trong thời gian học tại Đại học Wittenberg, Tycho Brahe đã bị mất chỏm mũi trong một cuộc đấu kiếm tay đôi với Manderup Parsbjerg, một sinh viên quý tộc Đan Mạch đồng khóa vào mùa Giáng sinh năm 1566, và Tycho Brahe phải tự chế ra chỏm mũi giả bằng hợp kim vàng và bạc.

### Cuộc sống gia đình
Năm 1572, Tycho Brahe yêu và kết hôn với Kirstine Jørgensen, con gái mục sư Jørgen Hansen. Theo phong tục thời đó khi một nhà quý tộc kết hôn với một phụ nữ thường dân, thì người vợ và các con không được hưởng tước hiệu quý tộc, cũng không được quyền thừa kế sản nghiệp của người cha. Họ có tám người con, trong đó 2 người chết non, còn lại 6 người theo cha mẹ sang Praha sống và không trở về Đan Mạch. Bà vợ cũng qua đời tại Praha năm 1604, sau khi chồng chết 3 năm.

### Cuối đời

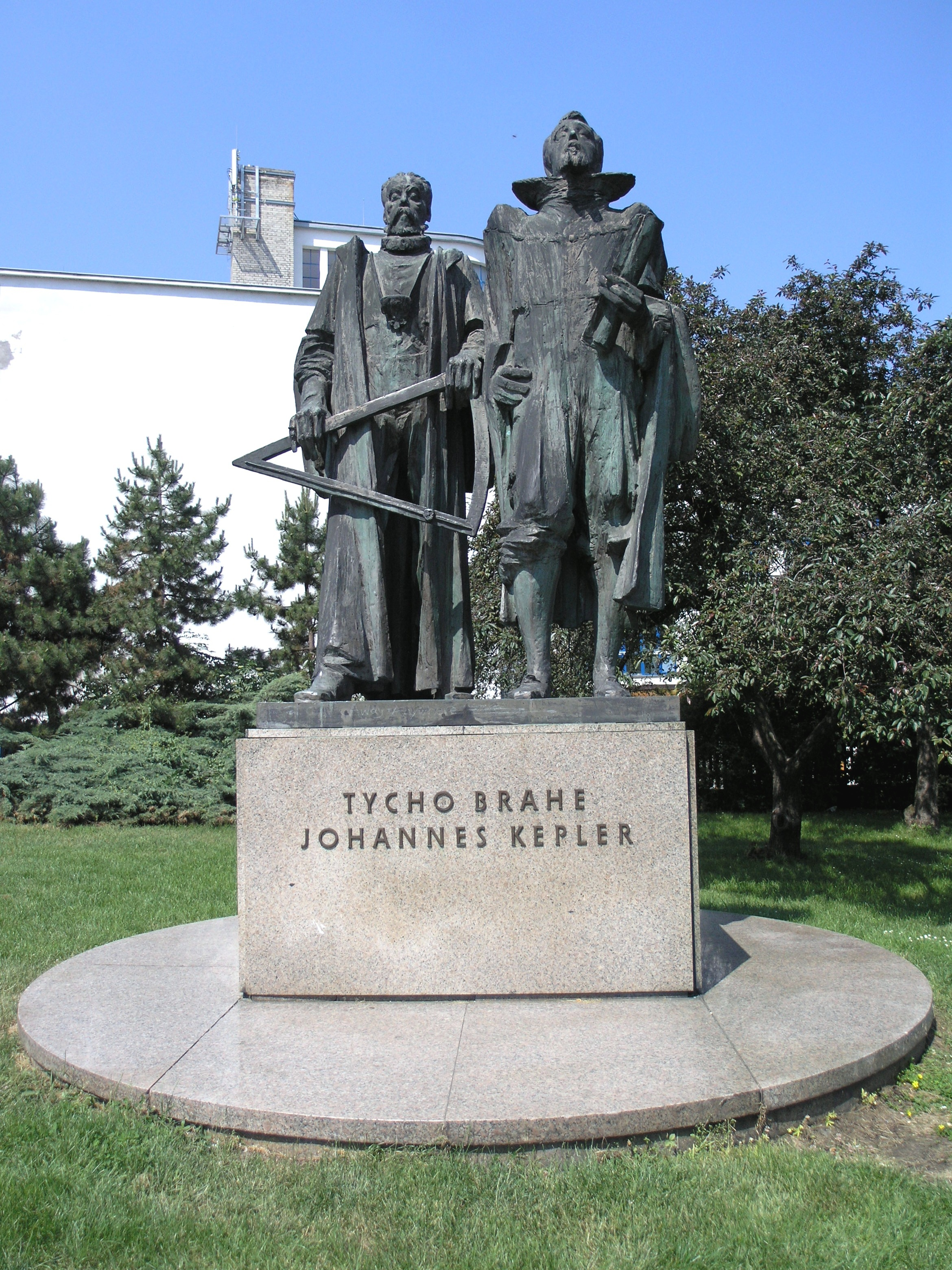
Tượng đài Tycho Brahe và Johannes Kepler ở Praha

Khi vua Frederik II băng hà thì Tycho Brahe cũng mất sự tài trợ, ông gom góp tài sản cùng vợ và các con đi du lịch ít năm ở châu Âu, tới năm 1599 ông định cư tại Praha (nay là thủ đô Cộng hòa Séc) và làm việc với vai trò nhà thiên văn kiêm nhà toán học hoàng gia trong triều đình vua Rudolf II.
Vua Rudolf II cho xây 1 trạm quan sát thiên văn trong lâu đài Benátky nad Jizerou, cách Praha khoảng 50 km. Tycho Brahe làm việc tại đây 1 năm, sau đó Rudolf II yêu cầu Tycho Brahe trở lại Praha cho tới khi chết.
Ngày 13 tháng 10 năm 1601, sau khi dự tiệc tại nhà người bạn Peter Vok von Rosenberg, Tycho Brahe bị bệnh nặng (có lẽ tuyến tiền liệt bị nở phồng ra), ông ta tự điều trị bệnh bằng một loại thuốc có hàm chất thủy ngân trong 11 ngày, nhưng không khỏi. Tycho Brahe từ trần ngày 24 tháng 10 năm 1601 và được an táng trong Nhà thờ Đức Bà Týnem, gần đồng hồ thiên văn ở Praha. (Một thuyết khác cho là ông ta bị đầu độc. Ngày nay người ta đã làm một cuộc xét nghiệm râu của ông ta và đã tìm ra một lượng chì và thủy ngân khá cao.)

## Sự nghiệp

### Khám phá siêu tân tinh
Trở về Đan Mạch năm 1570, Tycho Brahe tiếp tục nghiên cứu thiên văn và ngày 11 tháng 11 năm 1572, Tycho Brahe khám phá ra một sao mới trong chòm sao Cassiopeia - cũng có độ sáng bằng Sao Kim - (nay là sao SN1572, cách Trái Đất 7.500 năm ánh sáng) Tycho Brahe đã hô lên "nova, nova" (sao mới, sao mới). Ngày nay người ta gọi loại sao đó là supernova (siêu tân tinh) loại 1.
Việc khám phá này của Tycho Brahe được cho là nguồn cảm hứng cho bài thơ nổi tiếng "Al Aaraaf" của thi sĩ Edgar Allan Poe. Năm 1998 tạp chí Sky & Telescope đã đăng một bài của Donald W. Olsen, Marilynn S. Olsen và Russell L. Doescher, đưa ra lý luận rằng "tân tinh" của Tycho Brahe cũng chính là "ngôi sao từ cực đi về phía Tây" trong tác phẩm Hamlet của văn hào William Shakespeare.
Thời đó người ta cho rằng các sao loại kể trên năm trong bầu khí quyển của Trái Đất, Tycho Brahe bác bỏ quan điểm đó. Năm 1573 Tycho Brahe xuất bản một quyển sách mang tên De nova stella (các tân tinh), do đó từ nova được dùng để chỉ một ngôi sao đột nhiên sáng chói lên.

### Lập các đài quan sát thiên văn

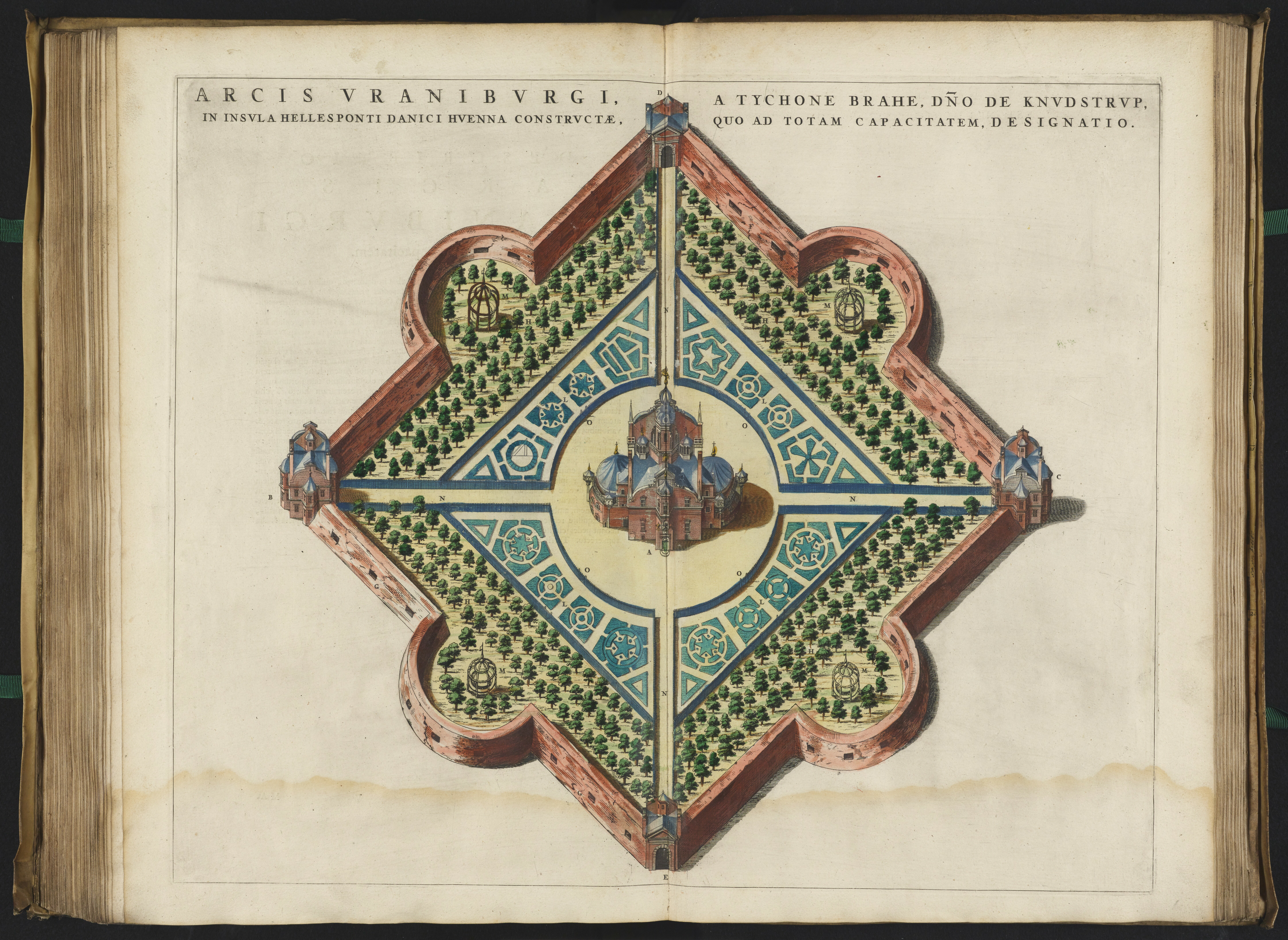
Sơ đồ màu nước của Uraniborg

Năm 1574, Tycho Brahe dạy nhiều giáo trình chuyên đề Lý thuyết về chuyển động của các hành tinh tại Đại học Copenhagen. Tycho Brahe cho rằng ngành thiên văn sẽ chỉ tiến triển nhờ vào các cuộc quan sát tỉ mỉ.
Sau khi sang Đức lần nữa để gặp nhiều nhà thiên văn, Tycho Brahe nhận lời đề nghị của vua Frederik II, trở về Đan Mạch lập đài quan sát thiên văn. Vua Frederik II cấp cho Tycho Brahe đảo Hven (tên Thụy Điển là Ven, một đảo nhỏ giữa Đan Mạch và Thụy Điển, thời đó thuộc Đan Mạch) làm thái ấp và cấp tiền cho để xây đài quan sát thiên văn tại đó. Khoảng năm 1580 Tycho Brahe cho xây đài quan sát thiên văn, đặt tên là Uraniborg (lâu đài của Urania, tên nữ thần bảo trợ ngành thiên văn trong thần thoại Hy Lạp). Đài quan sát này trở thành đài quan sát thiên văn quan trọng nhất châu Âu thời đó. Tuy nhiên Tycho Brahe cho rằng đài này còn nhỏ, chưa đáp ứng được nhu cầu, nên đã cho xây thêm một đài thứ hai ngay bên cạnh, đài này hoàn thành năm 1584, được đặt tên là Stjerneborg (lâu đài tinh tú). (Ngày nay chỉ còn hàng rào bao quanh lâu đài Uraniborg, nhưng người ta đã dựng lại Stjerneborg bằng bê-tông và hiện có các bản sao các dụng cụ đo lường của Tycho Brahe thời đó.)
Tycho Brahe làm việc quan sát thiên văn rất tỉ mỉ và cẩn thận giữ gìn các dữ liệu quan sát của mình, nên được các đồng nghiệp đương thời coi là một nhà quan sát thiên văn chính xác nhất thời đó. (Nên nhớ là thời đó chưa có các thấu kính và mãi năm 1610 mới có kính viễn vọng.)

### Công trình chính
Công trình chính của Tycho Brahe là phát hiện ra sao chổi C/1577 V1. Sao này là ngôi sao đầu tiên mà Tycho Brahe đo được mức thị sai (parallax) của nó. Căn cứ trên các quan sát của mình, Tycho Brahe đã chứng minh là nó không nằm trong bầu khí quyển của Trái Đất như quan niệm thời đó. Nó vẽ ra một quỹ đạo ê-lip quanh Mặt Trời, phía bên kia Mặt Trăng, cắt các quỹ đạo của các hành tinh khác. Tycho Brahe rút ra kết luận là các hành tinh không dựa trên các thiên cầu vững chắc trong suốt (các thiên cầu tinh thể).
Ngoài ra Tycho Brahe cũng khẳng định là các sao chổi ở cách xa Trái Đất hơn Mặt Trăng.

### Thuyết hệ thống các hành tinh
Mặc dù vẫn theo thuyết địa tâm (geocentrism) của Claudius Ptolemaeus (khoảng 90 - 168), Tycho Brahe xét lại 2 điểm quan trọng của mô hình Ptolemaeus: tính vững chắc của các thiên cầu và tính lưu chuyển của chuyển động của các tinh tú. Johannes Kepler (1571 - 1630) - học trò của Tycho Brahe - sau này đã khái quát hóa nguyên tắc là mọi hành tinh đều có quỹ đạo ê-lip.
Từ các quan sát của mình, Tycho Brahe suy diễn ra một hệ thống gọi là hệ Tycho Brahe, mô tả cách nhìn vũ trụ của mình. Hệ này xuất hiện sau hệ nhật tâm (heliocentrism) của Nicolaus Copernicus (1473 - 1543). Tycho Brahe bác bỏ thuyết nhật tâm, nhưng đồng thời cũng bác bẻ thuyết địa tâm.
Tycho Brahe đưa ra một hệ lai tạp, cho rằng Mặt Trời và Mặt Trăng quay quanh Trái Đất, mọi hành tinh khác quay quanh Mặt Trời.

## Di cảo
Sau khi chết, Tycho Brahe để lại vô số tài liệu nhật ký quan sát thiên văn, được vua Frederik III cho đưa từ Praha về Đan Mạch. Sau đó Rasmus Bartholin (1625 - 98), giáo sư Đại học Copenhagen và nhà thiên văn Ole Rømer (1644 - 1710) tập hợp và chỉnh lý, nhưng không có phương tiện để xuất bản. Các tài liệu này lại bị chuyển sang Paris, rồi lại trở về Đan Mạch, mãi tới thời kỳ 1913 - 29 mới được nhà thiên văn Johannes Ludvig Emil Dreyer xuất bản thành 15 tập.
Ngoài ra Tycho Brahe cũng làm thơ bằng tiếng Latin. Cùng với người cậu Steen Clausen Bille, Tycho Brahe đã lập ra một cối xay bột giấy và một xưởng in tại Herrevad (Skåne).

## Các ngày xui xẻo
Tycho Brahe cũng là một nhà chiêm tinh. Người ta cho rằng Tycho Brahe đã tính ra có 32 ngày xui xẻo trong một năm, gặp những ngày này thì làm gì cũng thất bại, vì thế ngày nay người Đan Mạch thường gọi ngày xui xẻo mà mình gặp là "ngày của Tycho Brahe" (Tycho Brahes dag).
Các ngày xui xẻo trong năm như sau:
- Tháng 1: ngày 1, 2, 4, 6, 11, 12, 20
- Tháng 2: ngày 11, 17, 18
- Tháng 3: ngày 1, 4, 11, 15
- Tháng 4: ngày 10, 17, 18
- Tháng 5: ngày 7, 18
- Tháng 6: ngày 6
- Tháng 7: ngày 17, 21
- Tháng 8: ngày 20, 21
- Tháng 9: ngày 10, 18
- Tháng 10: ngày 6
- Tháng 11: ngày 6, 18
- Tháng 12: ngày 6, 11, 18

Ngoài ra, trong năm cũng có 4 ngày hên là 26/1, 09/2, 10/2 và 15/6.
Trên đây chỉ là lời đồn được gán cho Tycho Brahe, không có tài liệu nào chứng minh rằng Tycho Brahe đã đưa ra các ngày này.